# Ommatius pulchra
Ommatius pulchra là một loài ruồi trong họ Asilidae. Ommatius pulchra được Engel miêu tả năm 1885.